# Viver (Viver i Serrateix)
Viver és un poble del municipi de Viver i Serrateix (Berguedà), de 61 habitants (2015), format per un petit nucli al voltant de l'església parroquial de Sant Miquel de Viver, que es troba al llarg pla de Viver i un conjunt de masies disseminades. Està situat al sud de la comarca, amb excel·lents vistes cap al Prepirineu berguedà.
L'església parroquial, que es troba entre Vilanova, a l'esquerra, i cal Sastre, a la dreta, es troba ja documentada des del segle x, quan ja hi havia un temple preromànic, com ho testimonien dues tombes antropomorfes excavades a la roca. El 1187 es va consagrar una església, que és l'esquelet de l'actual; la nau central correspon a l'església d'aquella època. És un edifici romànic de transició al gòtic. Tenia una nau i l'absis era rectangular. En els segles xvii i xviii va ser profundament remodelada i s'hi van afegir cossos fins a arribar a la forma actual. El campanar es va aixecar el 1798.

## Història

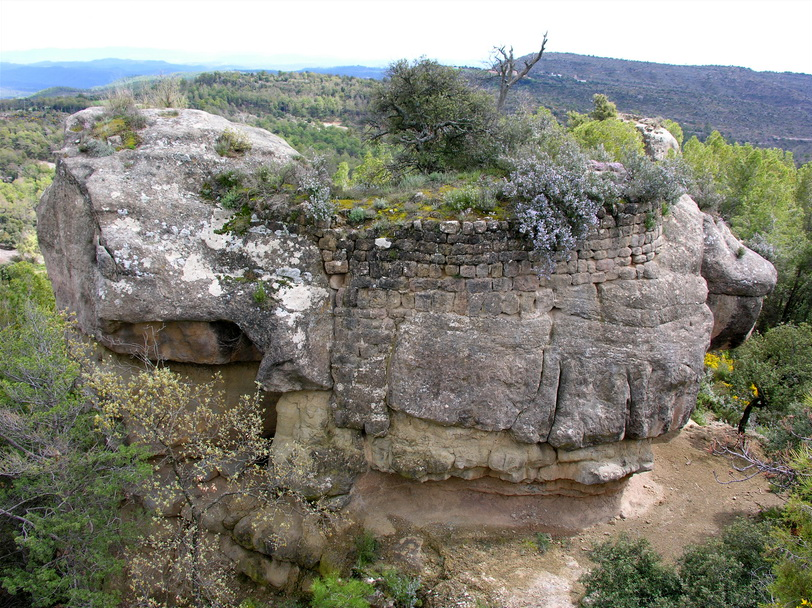
El Castellot, emplaçament d'un antic castell

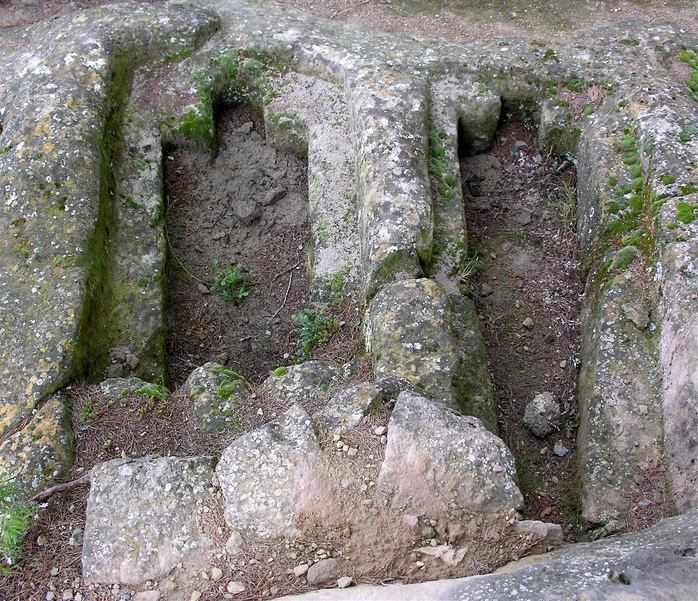
Tombes antropomorfes al Castellot de Viver

A l'època iberoromana Viver ja era un territori força poblat per petites cases de pagès. Se n'han trobat vestigis a Trulls, El Maiol, Coromines, Carmona, Les Sitges, Sant Feliu i Albesa. No obstant això, també s'han localitzat restes més antigues dins el municipi.
La primera cita escrita del nom de Viver és de l'any 910. A l'indret anomenat El Castellot hi havia hagut un castell, que aglutinava els habitants al seu entorn. Es troba al ponent de l'església, en una codinera o zona de roques, que acaba amb una espectacular roca arrodonida, que és la que pròpiament s'anomena El Castellot. Les referències més antigues del castell són del segle viii, quan el rei franc Lluís el Piadós manà construir-hi unes fortificacions per lluitar contra els musulmans. La seva jurisdicció s'estenia sobre els masos de tot el poble. Aquest senyoriu va estar a les mans de diverses famílies nobiliàries com els Viver, els Peguera i els Rajadell entre d'altres. També destaca una necròpoli de tombes excavades a la roca amb forma humana, d'època alt medieval.
En el segle xii, Viver tenia 22 masos, entre els quals ja hi havia la majoria dels existents actualment, xifra que va anar augmentant. En el segle xvii n'hi havia 53.
Destaquen els masos d'Escardívol, Vilanova, Carmona, Coromines, Trulls, Sant Feliu. Cal subratllar el mas Albesa, que conserva l'estructura del segle xiii.